# ヴィクトル・ススリン
ヴィークトル・イェフセーイェヴィチ・ススリーン（ロシア語: Виктор Евсеевич Суслин / Viktor Yevseyevich Suslin, 1942年6月13日 ウラル地方ミアス – 2012年7月10日 ハンブルク）はドイツ在住のロシア人作曲家。1981年の段階でソビエト連邦から西ドイツに移住した。

## 略歴
1946年に4歳でピアノの学習を始め、最初の作曲を試みる。1950年から1962年までハリコフ音楽高等学校に通い、1961年から1966年までハリコフ音楽院で作曲をディミトリー・クレバノフに、ピアノをヴィクトル・トピリンに師事。1962年から1966年までモスクワ国立グネーシン音楽学校において作曲をニコライ・ペイコに、ピアノをアナトリー・ヴェデルニコフに師事。
1966年から1980年までモスクワの国営楽譜出版社「ムズィカ」に編集者として勤務。1967年にソ連作曲家同盟の会員となる。1969年に《ピアノ・ソナタ》によって新人作曲家コンクールに入選し、1971年には初めて国外で（ルーアン音楽祭で）自作が上演された。1972年から1975年までモスクワ音楽院で管弦楽法を指導する。1975年にはヴャチェスラフ・アルチョーモフやソフィヤ・グバイドゥーリナと、即興演奏グループ「アストレヤ（Астрея）」を結成した。
1979年11月に数作がパリやケルン、ヴェネツィアで上演された後、ソ連作曲家同盟第6回会議において「フレンニコフの7名」として公然と指弾された。1981年に西ドイツに亡命し、1984年からハンブルク・ハンス・シコルスキ楽譜出版社に編集者として勤めた。

## 主要作品一覧

### 管弦楽曲
- 交響詩 （1966年）
- ピアノ協奏曲 （1966年）
- ヴァイオリン協奏曲 （1969年）
- 小交響曲（Sinfonia piccolo） （1970年）
- 御達者で（Leb' wohl） （1982年）
- チェロ協奏曲 （1996年）

### 室内楽曲
- ヴァイオリン・ソナタ （1962年）
- 弦楽四重奏曲 （1963年）
- フルート、ギター、チェロのための《トリオ・ソナタ》 （1971年）
- 4つのヴィオラのための《（イタリア語: Gioco Appassionato）》 （1974年）
- ヴァイオリン、チェンバロ、コントラバスのための《夜更けの音楽（ドイツ語: Mitternachtsmusik）》 （1977年）
- 打楽器アンサンブルのための《テラリウム（ラテン語: Terrarium）》  （1978年）
- 無伴奏チェロ・ソナタ《気が触れた唄（フランス語: Chanson contre raison）》 （1984年）
- ヴィオラとチェンバロのための《気紛れなソナタ（イタリア語: Sonata Capricciosa）》 （1986年）
- ヴィオラ、チェロ、コントラバスのための《遠くへ越えて（Crossing Beyond）》 （1990年）
- バスフルート、ギター、チェロ、打楽器のための《けがれなき悲しみ（フランス語: Le deuil blanc）》 （1994年）
- 古楽器アンサンブルのための《（Hommage à "Hortus" by a Musicus）》 （1996年）
- コントラバスのための《夜明けの音楽（ドイツ語: Morgendämmerungsmusik）》 （1997年）
- 2つのチェロのための《マドリガル（Madrigal）》 （1998年）
- チェロとピアノのための《ロ音（ドイツ語: Ton H）》 （2001年）
- コントラバスとオルガンのための《ラーガ（Raga）》 （2006年）

### ピアノ曲
- 子どものための音楽 （1961年）
- 5つのピアノ曲 （1965年）
- ヴァイオリン・ソナタ （1968年）
- 2台ピアノのための《辛抱（Patience）》（1974年）
- 2つの小品 （1996年）

### オルガン曲
- オルガン・ソナタ第1番《だんだんと（イタリア語: Poco a poco II）》 （1978年）
- オルガン・ソナタ第2番《我が終わりにて我が始まりが（In My End is My Beginning）》 （1983年）
- 嘆き（Lamento） （1989年）

### 声楽曲
- バリトンとピアノのための和歌 （1964年）
- ダニイル・ハルムスによる3つの合唱曲 （1972年）